# TENS

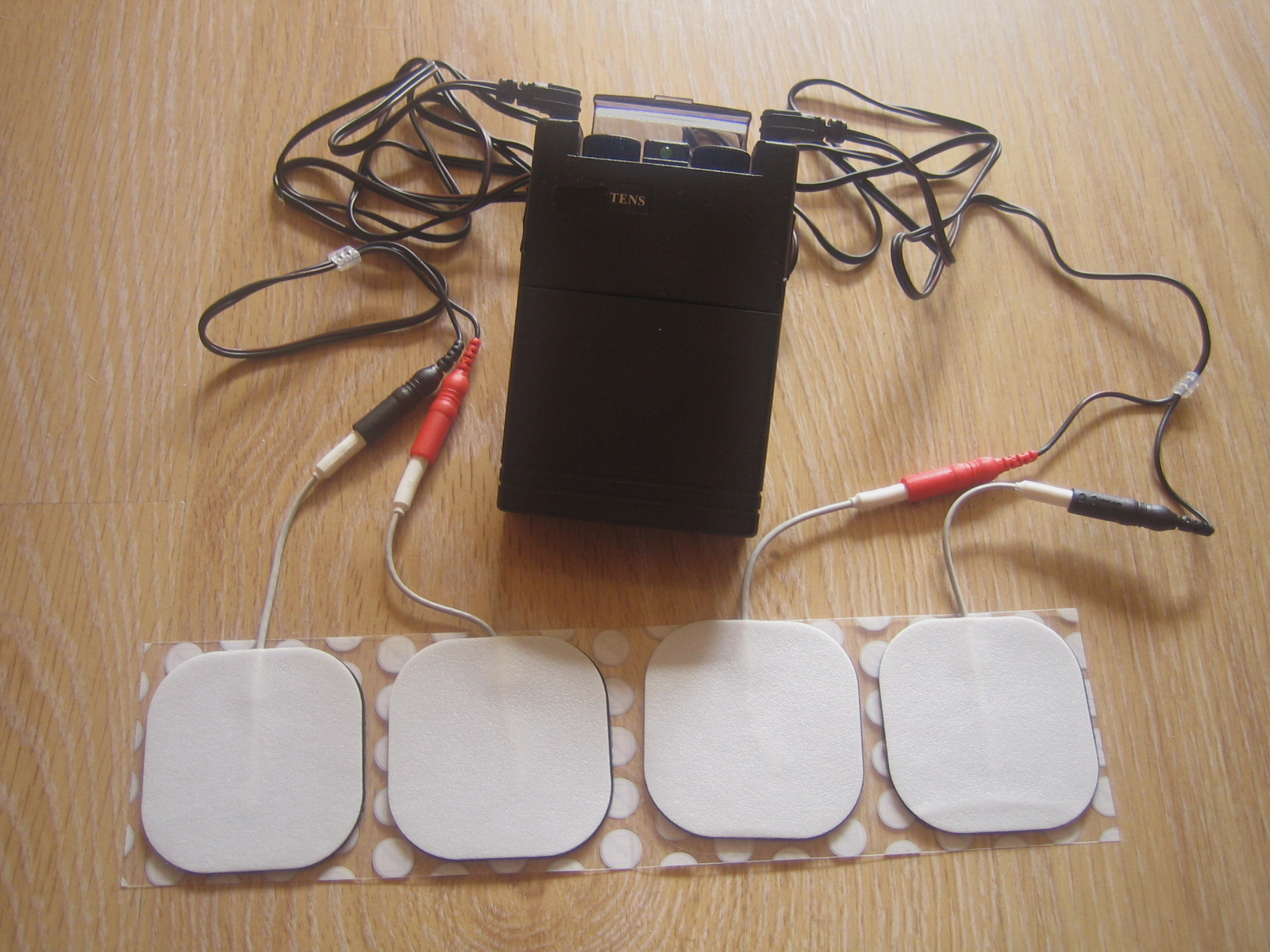
Fotografia di un TENS

Il TENS (acronimo di Transcutaneous Electrical Nerve Stimulator, in italiano "stimolatore elettrico transcutaneo dei nervi") è uno strumento che produce scariche elettriche usate per stimolare i nervi attraverso la cute.
Il nome fu coniato da Charles Burton. In genere lo stimolatore viene collegato alla cute tramite due o più elettrodi. Un TENS a batterie, nella maggior parte dei casi, si compone di un generatore di corrente, strumenti di controllo della frequenza e dell'intensità e alcuni elettrodi.

## Usi
I TENS vengono utilizzati nella terapia del dolore, ad esempio nella dorsopatia, e ha molti sostenitori. Altri esperti, invece, sostengono che il suo uso non produca effetti.
Una metanalisi condotta nel 2007 su diversi studi indica l'uso del TENS come una valida terapia per il trattattamento del dolore cronico muscolo-scheletrico.
Nelle cure palliative e nella terapia del dolore, inoltre, i TENS vengono usati per tentare di alleviare le nevralgie. L'effetto di una terapia di questo tipo sui pazienti può variare da caso a caso in base a caratteristiche individuali come ad esempio la soglia di dolore.
Altri usi sono documentati in ostetricia (e in particolare nel travaglio), nel trattamento del dolore alle ginocchia, nella litotrissia e più in generale nell'eliminazione dei calcoli renali e nel trattamento del dolore agli arti.
I TENS vengono usati anche nelle pratiche BDSM per giochi erotici che comprendono l'elettrostimolazione.
A seconda delle ASL, a seguito di visita specialistica del fisiatra, la TENS può (raramente) essere eseguita a carico del Servizio sanitario nazionale anche presso strutture convenzionate. In alternativa, è possibile noleggiare l'elettrostimolatore pagando un canone di affitto di pochi euro al giorno. 
Per alcune artrosi e artriti, i reumatologi talora prescrivono la TENS in combinazione all'uso di un antinfiammatorio sistemico, come un cortisonico a basse dosi scalate nell'arco di 2-3 settimane.